# Wilhelm Pramme

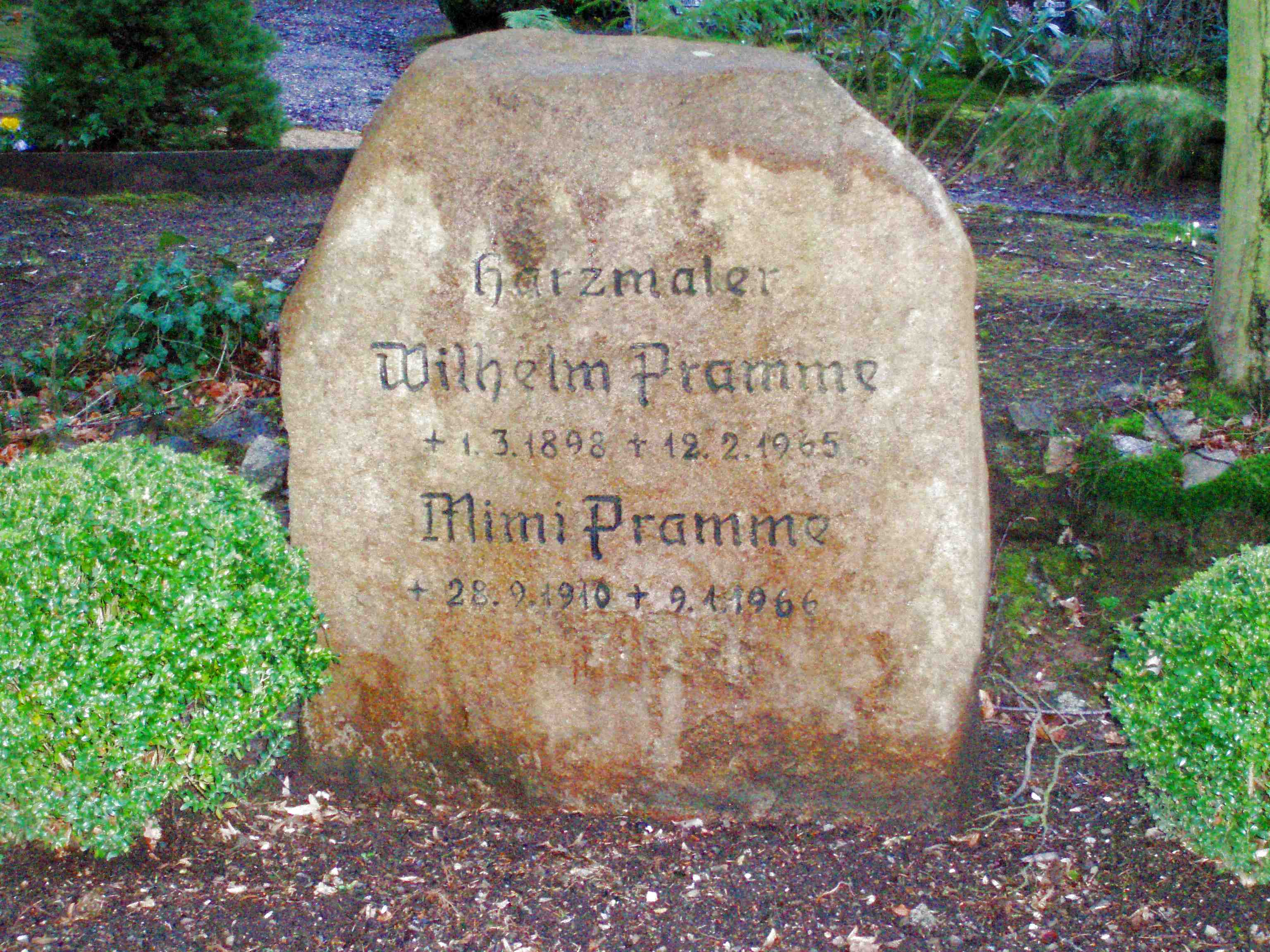
Grabstätte in Wernigerode

Wilhelm Pramme (* 1. März 1898 in Halberstadt; † 12. Februar 1965 in Wernigerode) war ein deutscher Maler. Er gehört zu den Harzmalern und war Mitglied der Künstlerkolonie Wernigerode. Diese war nach dem Zweiten Weltkrieg von verschiedenen bildenden Künstlern, die es am Ende des Krieges nach Wernigerode verschlagen hatte, innerhalb des Kulturbundes zur demokratischen Erneuerung Deutschlands gegründet worden.

## Leben
Pramme wurde 1898 als Sohn eines Zigarrenmachers in Halberstadt geboren und erlernte als Jugendlicher nach dem frühen Tod seines Vaters das Handwerk der Lithografie – ein Beruf, in dem er zeitweilig auch in Zwickau tätig war, bevor er die Arbeit im Jahr 1916 aufgrund einer schweren Tuberkulose-Erkrankung aufgeben musste und damit begann, seinen Lebensunterhalt mit dem Verkauf seiner Bilder sowie dem Theaterschauspiel zu bestreiten. Als Schüler unterhielt Pramme enge Freundschaften mit dem späteren Maler Walter Gemm sowie dem späteren Schriftsteller Bert Brennecke, denen er zeitlebens verbunden blieb.
Viele seiner Werke entstanden während seiner Reisen durch Deutschland in Begleitung von Walter Gemm sowie während seiner Reisen durch zahlreiche Länder der Welt (darunter Italien, Griechenland, Ägypten, Indonesien, Indien und Afghanistan), die er ebenfalls durch den Verkauf von Bildern finanzierte. Das Hauptmotiv des Malers blieb jedoch stets der Harz, insbesondere die Gegend um seine Wahlheimat Wernigerode. Für den Harz setzte sich der Maler auch außerhalb seiner künstlerischen Tätigkeit ein: Pramme hielt Diavorträge zum Thema Naturschutz, führte Wandergruppen durch den Harz und beteiligte sich an der Kartierung von Pflanzenvorkommen. 
Wilhelm Pramme war zweimal verheiratet, die erste Ehefrau war Elli. Die zweite Ehe ging er 1951 mit Mimi Bruns ein. Im Februar 1965 starb Pramme an einem Herzinfarkt, nur ein Jahr später verstarb auch seine zweite Ehefrau, die in ihrem Testament den Großteil seines künstlerischen Nachlasses dem in Wernigerode ansässigen Harzmuseum stiftete. Ein Gedenkstein für Pramme, der im Jahr 1982 durch eine private Initiative gestiftet wurde, befindet sich – für Besucher schwer erreichbar – bei der Landmannsklippe im Nationalpark Harz bei N51° 47.127 E10° 40.973.

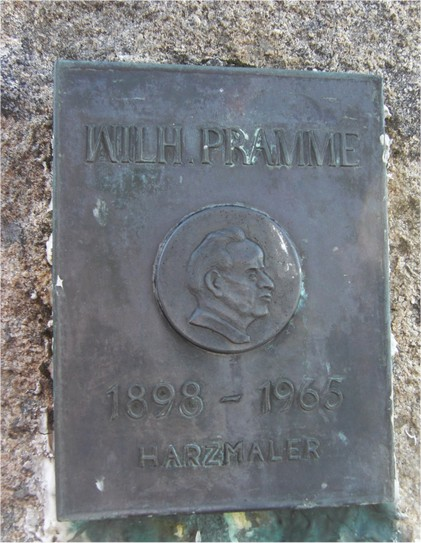
Pramme-Stein an den Hohneklippen